# Liste der Bodendenkmale in Langballig
In der Liste der Bodendenkmale in Langballig sind die Bodendenkmale der Gemeinde Langballig nach dem Stand der Bodendenkmalliste des Archäologischen Landesamts Schleswig-Holstein von 2016 aufgelistet. Die Baudenkmale sind in der Liste der Kulturdenkmale in Langballig aufgeführt.
| Denkmal-ID           | Befundart            | Bezeichnung         | Zeitstellung    | Lage | Bemerkungen                                 | Bild |
| -------------------- | -------------------- | ------------------- | --------------- | ---- | ------------------------------------------- | ---- |
| aKD-ALSH-Nr. 004 051 | Grabmal > Gräberfeld | Gräberfeld/Friedhof | Frühmittelalter |      | Gruppe von 71 wikingerzeitlichen Grabhügeln |      |